# Волоський шлях
Волоський шлях, Покутський або Золотий шлях — один із чотирьох найбільших татарських шляхів, яким у XVI — 1-й пол. XVIII ст. здійснювалися татарські набіги за ясиром на територію Волощини (Валахії), Молдови (звідси інша назва — Молдовський), Галицької землі та Львівські землі Руського воєводства Речі Посполитої. Виходив із Білгорода (Акермана, нині м. Білгород-Дністровський), йшов через Бессарабію, між басейнами Дністра та Пруту (прит. Дунаю) на Покуття (від м. Снятин і далі на захід мав також назву Золотий), через брід на Дністрі повертав у напрямі м. Бучач, а звідти — через Галич на захід аж до Львова.